# جون كاربنتير (متسابق)
جون كاربنتر (بالإنجليزية: John Carpenter)‏ (ولد عام 1967)  متسابق أمريكي اشتهر بعد أن شارك في برنامج من سيربح المليون النسخة الأمريكية وفاز بمليون دولار ليصبح أول فائز أمريكي في الولايات المتحدة يحصل على مليون دولار ويصيبح مليونير. كان يحمل الرقم القياسي لأكبر فوز فردي في تاريخ عرض المسابقات في الولايات المتحدة، حتى حطمها رحيم أوبرهولتزر الذي ربح 1.12 مليون دولار في برنامج مسابقة أمريكي آخر.

## روابط خارجية
- جون كاربنتير على موقع IMDb (الإنجليزية)